# Acanthodactylus senegalensis
Espèce
Acanthodactylus senegalensis est une espèce de sauriens de la famille des Lacertidae.

## Répartition
Cette espèce se rencontre au Sénégal, au Mali, en Mauritanie, au Maroc et en Algérie.

## Étymologie
Son nom d'espèce, composé de senegal et du suffixe latin -ensis, « qui vit dans, qui habite », lui a été donné en référence au lieu de sa découverte.

## Publication originale
- Chabanaud, 1918 : Étude d’une collection de reptiles de l’Afrique occidentale français. Bulletin du Muséum d'Histoire Naturelle, Paris, vol. 24, p. 160-166 (texte intégral).